# Liste des chefs du gouvernement estonien
Cet article recense la liste des chefs du gouvernement estonien depuis sa première indépendance, en 1919.

## Tableau récapitulatif
| # | Premier ministre             | Premier ministre             | Dates du mandat              | Dates du mandat              | Parti                           |                              |                              |                              |
| Premier ministre : 1918-1920                                                                           | Premier ministre : 1918-1920 | Premier ministre : 1918-1920 | Premier ministre : 1918-1920 | Premier ministre : 1918-1920 | Premier ministre : 1918-1920    | Premier ministre : 1918-1920 | Premier ministre : 1918-1920 | Premier ministre : 1918-1920 |
| --- | ---------------------------- | ---------------------------- | ---------------------------- | ---------------------------- | ------------------------------- | ---------------------------- | ---------------------------- | ---------------------------- |
| 1 |                              | Konstantin Päts              | 24 février 1918              | 8 mai 1919                   | Union du peuple rural           |                              |                              |                              |
| 2 |                              | Otto Strandman               | 8 mai 1919                   | 18 novembre 1919             | Parti travailliste              |                              |                              |                              |
| 3 |                              | Jaan Tõnisson                | 18 novembre 1919             | 28 juillet 1920              | Parti populaire                 |                              |                              |                              |
| 4 |                              | Ado Birk                     | 28 juillet 1920              | 30 juillet 1920              | Parti populaire                 |                              |                              |                              |
| 5 |                              | Jaan Tõnisson                | 30 juillet 1920              | 26 octobre 1920              | Parti populaire                 |                              |                              |                              |
| 6 |                              | Ants Piip                    | 26 octobre 1920              | 21 décembre 1920             | Parti travailliste              |                              |                              |                              |
| Pas de chef du gouvernement. L'Ancien de l'État et le président du Parlement sont à la tête de l'État. |                              |                              |                              |                              |                                 |                              |                              |                              |
| Premier ministre : 1934-1937                                                                           |                              |                              |                              |                              |                                 |                              |                              |                              |
| 7 |                              | Konstantin Päts              | 24 janvier 1934              | 3 septembre 1937             | Ligue patriotique               |                              |                              |                              |
| Pas de chef du gouvernement. Le président-régent est à la tête de l'État.                              |                              |                              |                              |                              |                                 |                              |                              |                              |
| Premier ministre : 1938-1940                                                                           |                              |                              |                              |                              |                                 |                              |                              |                              |
| 8 |                              | Kaarel Eenpalu               | 21 avril 1938                | 12 octobre 1939              | Indépendant                     |                              |                              |                              |
| 9 |                              | Jüri Uluots                  | 12 octobre 1939              | 21 juin 1940                 | Indépendant                     |                              |                              |                              |
| 10 |                              | Johannes Vares               | 21 juin 1940                 | 25 août 1940                 | Parti communiste                |                              |                              |                              |
| Occupation allemande : 1941-1944                                                                       |                              |                              |                              |                              |                                 |                              |                              |                              |
| - |                              | Otto Tief (par intérim)      | 17 septembre 1944            | 22 septembre 1944            | Indépendant                     |                              |                              |                              |
| Union soviétique : 1944-1991                                                                           |                              |                              |                              |                              |                                 |                              |                              |                              |
| - |                              | Edgar Savisaar (par intérim) | 20 août 1991                 | 29 janvier 1992              | Front populaire                 |                              |                              |                              |
| - |                              | Tiit Vähi (par intérim)      | 29 janvier 1992              | 21 octobre 1992              | Indépendant                     |                              |                              |                              |
| 11 |                              | Mart Laar                    | 21 octobre 1992              | 8 novembre 1994              | Union Pro Patria                |                              |                              |                              |
| 12 |                              | Andres Tarand                | 8 novembre 1994              | 17 avril 1995                | Parti du centre rural d'Estonie |                              |                              |                              |
| 13 |                              | Tiit Vähi                    | 17 avril 1995                | 17 mars 1997                 | Parti de coalition              |                              |                              |                              |
| 14 |                              | Mart Siimann                 | 17 mars 1997                 | 25 mars 1999                 | Parti de coalition              |                              |                              |                              |
| 15 |                              | Mart Laar                    | 25 mars 1999                 | 28 janvier 2002              | Union Pro Patria                |                              |                              |                              |
| 16 |                              | Siim Kallas                  | 28 janvier 2002              | 10 avril 2003                | Parti de la réforme             |                              |                              |                              |
| 17 |                              | Juhan Parts                  | 10 avril 2003                | 12 avril 2005                | Res Publica                     |                              |                              |                              |
| 18 |                              | Andrus Ansip                 | 12 avril 2005                | 26 mars 2014                 | Parti de la réforme             |                              |                              |                              |
| 19 |                              | Taavi Rõivas                 | 26 mars 2014                 | 23 novembre 2016             | Parti de la réforme             |                              |                              |                              |
| 20 |                              | Jüri Ratas                   | 23 novembre 2016             | 25 janvier 2021              | Parti du centre                 |                              |                              |                              |
| 21 |                              | Kaja Kallas                  | 26 janvier 2021              | 23 juillet 2024              | Parti de la réforme             |                              |                              |                              |
| 22 |                              | Kristen Michal               | 23 juillet 2024              | en fonction                  | Parti de la réforme             |                              |                              |                              |